# NGC 7354
NGC 7354 ist ein planetarischer Nebel im Sternbild Kepheus und hat eine Winkelausdehnung von 0,6' und eine scheinbare Helligkeit von 12,2 mag. 
Das Objekt wurde am 3. November 1787 von William Herschel entdeckt und wird auch als PK 107+2.1 bezeichnet.